# Kloster Hane
Kloster Hane war ein Stift von Regularkanonikern und regulierten Chorfrauen, das in der heutigen rheinland-pfälzischen Gemeinde Bolanden im Donnersbergkreis lag. Die profanierte Klosterkirche und die Konventsgebäude sind als Ensemble erhalten.

## Geschichte
Der Konvent wurde um 1120 von Werner von Bolanden, Ahnherr des gleichnamigen Adelsgeschlechtes, als Hauskloster gegründet. Werner von Bolanden ist ab 1116 in der Pfalz nachweisbar und erschien hier als Ministerialer im Gefolge von Herzog Friedrich II. von Schwaben. Er saß auf der untergegangenen Burg Alt-Bolanden (bei dem heutigen Gehöft Bolanderhof) und gründete das Kloster in der Nähe seiner Burg. Es wurden Augustiner-Chorherren aus Springiersbach dorthin berufen.
Einer Urkunde des Mainzer Erzbischofs Adalbert I. aus dem Jahr 1129 zufolge schenkte Werner von Bolanden sein Hauskloster dem bischöflichen Stuhl von Mainz, unter dem Vorbehalt der erblichen Schutzvogtei für sich und seine Nachkommen. Dort heißt es:

„Wir Adalbert, von Gottes Gnaden Erzbischof der Mainzer Kirche und Vertreter des päpstlichen Stuhles machen der jetzigen und zukünftigen Generation feierlich bekannt, wie Werner von Bolanden es für gut und Gott wohlgefällig haltend, an einem einsamen, zur Gottesverehrung passenden Ort in unserem Bistum, in der Nähe des Donnersberges, zu Ehren der Hl. Maria die Zelle, die Bolanden heißt, erbaut hat, in welcher die der Welt entsagenden und nur Gott lebenden Geistlichen nach den von dem Hl. Augustinus festgesetzten Regeln leben.“

In der Folge erbaute man eine romanische Klosterkirche in Form einer dreischiffigen und  dreichörigen Basilika, von der Mauerreste und Fundamente erhalten sind. Bald siedelten sich auch Augustinerinnen dort an und es entstand ein Doppelkloster. Das Kloster hieß ursprünglich „St. Maria Bolanden“, es bürgerte sich aber schon bald allgemein der volkstümliche Name „Hane“ ein, der bis heute besteht und wohl mundartlich von der Landschaftsbezeichnung Hagen herkommt.
Um 1135 übernahm der nunmehrige Doppelkonvent die Regel des Hl. Norbert und schloss sich den Prämonstratensern an. 1160 übersiedelten die Schwestern ins nahe Kloster Rothenkirchen (jetzt Rothenkircher Hof, Stadt Kirchheimbolanden). Um 1180 wurde diese Entscheidung wieder revidiert. Die Prämonstratenser zogen nach Rothenkirchen und die Nonnen kehrten nach Hane zurück, wo sie bis zur Auflösung der Gemeinschaft blieben.
Durch Schenkungen wurde das Kloster wohlhabend und verzeichnete viele Eintritte aus dem Adel. 1265 musste die Nonnenzahl auf 50 beschränkt werden, zum Klosterbesitz gehörten damals sieben große Höfe, u. a. der Weierhof, der Elbisheimerhof und Güter in Ilbesheim, Ebersheim, Zornheim, sowie Nackenheim. Ab etwa 1280 lebte in Hane die als Selige verehrte Mystikerin Christina von Retters (auch Christina von Hane), welche wahrscheinlich eine Schwester König Adolfs von Nassau war.
In dieser Zeit erbauten sich die Herren von Bolanden südlich des Klosters ihre neue Burg Neu-Bolanden. Zwischen der neuen Burg und dem Kloster Hane entwickelte sich das Dorf Bolanden.
Ab 1487 baute man die romanische Basilika in eine gotische Kirche um, wie sie heute noch weitgehend erhalten ist. Von 1495 an bezeichneten sich die Haner Meisterinnen als Äbtissinnen. 1521 befanden sich nur noch acht Schwestern im Kloster. Im Bauernkrieg plünderte man den Konvent 1525. Unter der vorletzten Äbtissin Margarethe von Engelstadt blühte Hane um 1540 nochmals in bescheidenem Umfang auf, wenige Jahre später führte jedoch der Herzog von Pfalz-Simmern als Landesherr den lutherischen Glauben ein und hob um 1564 das Kloster auf (eine andere Quelle nennt das Jahr 1545).
Im Pfälzischen Erbfolgekrieg wurden Kloster Hane, der Ort Bolanden, sowie die Burg Neu-Bolanden 1689 von den Franzosen zerstört. 1708 fiel das Gebiet an die Grafen von Nassau-Weilburg, Ende des 18. Jahrhunderts an Frankreich und 1815 an das Königreich Bayern. Die Klosteranlage diente als landwirtschaftliches Gut, die halb verfallene Klosterkirche als Scheune. 1821 kaufte der Speyerer Bürgermeister Georg Friedrich Hilgard (1784–1859) den Besitz. Er war der Großvater des amerikanischen Eisenbahnmagnaten Heinrich Hilgard. Nach seinem Tod erwarb die Familie Stauffer das Anwesen und es blieb bis heute in Privatbesitz. 1957 bis 1992 fanden umfangreiche Sanierungs- und Sicherungsarbeiten an der Klosterkirche statt. Heute dient das renovierte und profanierte Gotteshaus als Konzert- und Festsaal.

## Baubestand
Zentrum des Klosterareals ist die ehemals zweischiffige gotische Hallenkirche mit eingezogenem Chor, die noch bedeutende Reste der romanischen Vorgängerbasilika aufweist. Langhaus und Chor sind außen durch Strebepfeiler gegliedert, das innere Gewölbe fehlt und ist durch eine Flachdecke ersetzt, beide Gebäudeteile besitzen spätere Satteldächer in einer Firstlinie, das des Langhauses ist nach Westen hin gewalmt. Innen an den Wänden befinden sich Dienste und Rippenfänger, die ehemals das Deckengewölbe trugen.  Zwischen Chor und Langhaus sitzt ein spitzbogiger Chorbogen. Der Chor hat einen 3/8 Schluss, Schiff und Chor besitzen nach Norden und Osten große, gotische Spitzbogenfenster mit Maßwerk. Die Westseite der Kirche blieb nur in ihrem Mauerwerk original. Das heutige Eingangsportal ist eine komplette Neuschöpfung aus jüngster Zeit und dem Chorbogen im Inneren verkleinert nachempfunden. Vor der Renovierung befand sich hier ein Scheunentor. Die Nordwand der Kirche ist noch identisch mit der des Vorgängerbaues. In ihr befindet sich ein schön gearbeitetes, romanisches Seitenportal zum angrenzenden Friedhof hin. Die heutige Südmauer des Gotteshauses entspricht der früheren Trennwand zum südlichen Seitenschiff der romanischen Kirche. Deutlich zu sehen sind hier drei freigelegte, romanische Rundbogenarkaden, durch die man einst vom Mittelschiff ins Seitenschiff gelangte. In der Kirche sind diverse Spolien von Grabplatten eingemauert, ebenso ist der Rest eines gotischen Taufsteins aufgestellt. Im Chor befinden sich als Teile der dortigen Wanddienste, rechts eine kielbogige Lavabonische und links ein Sakramentshaus. Innen ist der Chor durch stichbogige Wandnischen gegliedert. Die profanierte Kirche ist bestuhlt und dient als Konzert- bzw. Festsaal.
Der Kirchturm befand sich südwestlich, wurde jedoch im 19. Jahrhundert wegen Baufälligkeit abgetragen. Auch die Sakristei auf der Südseite des Chores ist abgängig, der Eingang  jedoch erhalten. Nördlich der Kirche schließt sich der Friedhof an, der wohl noch aus der Klosterzeit stammt. Später wurden auch Bewohner des Gehöftes hier begraben. Ein reich verzierter Barockgrabstein der Anna Margareta Kamb († 1734) steht an der äußeren Kirchenmauer, ebenso ein Sakramentshaus aus dem Kloster Münsterdreisen. Die anderen Grabsteine gehören dem 19. Jahrhundert an und stammen von den Besitzerfamilien Hilgard und Staufer.
Südöstlich der Kirche folgen in L-Form ehemalige, heute umgebaute Klostergebäude, wovon eines eine Schildgiebelwand mit dreiteiligem, gotischen Fenster aufweist. Nordwestlich der Kirche befindet sich eine weitere Hofanlage in Rechteckform (nach Süden hin offen). Trotz reichlicher Überformung stammt auch ihre Bausubstanz im Wesentlichen aus der Klosterzeit. Ein Gebäude besitzt einen gotischen Schildgiebel mit Profilstein.

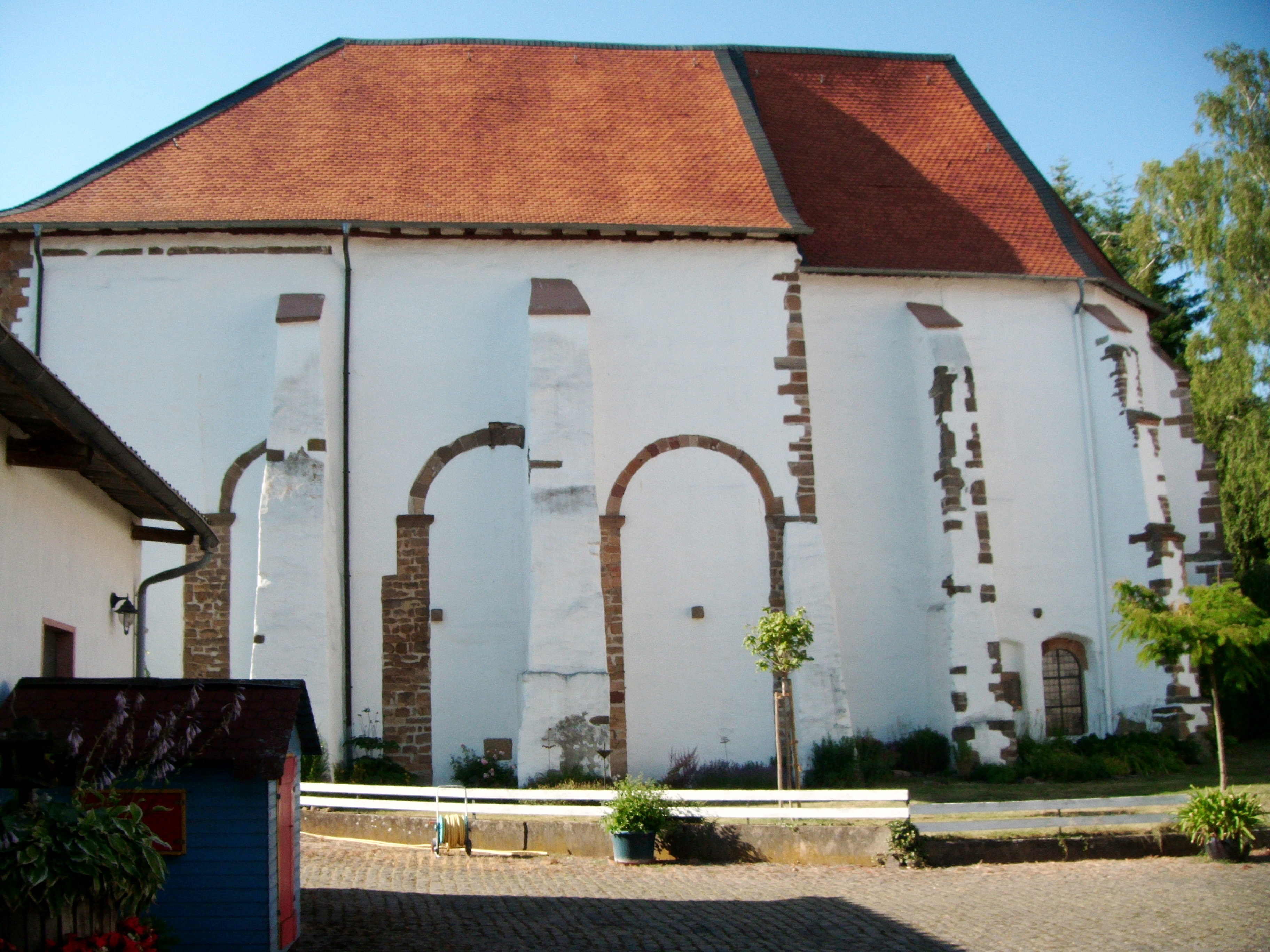
Klosterkirche von Süden, mit erkennbaren Arkadenbögen des romanischen Vorgängerbaues
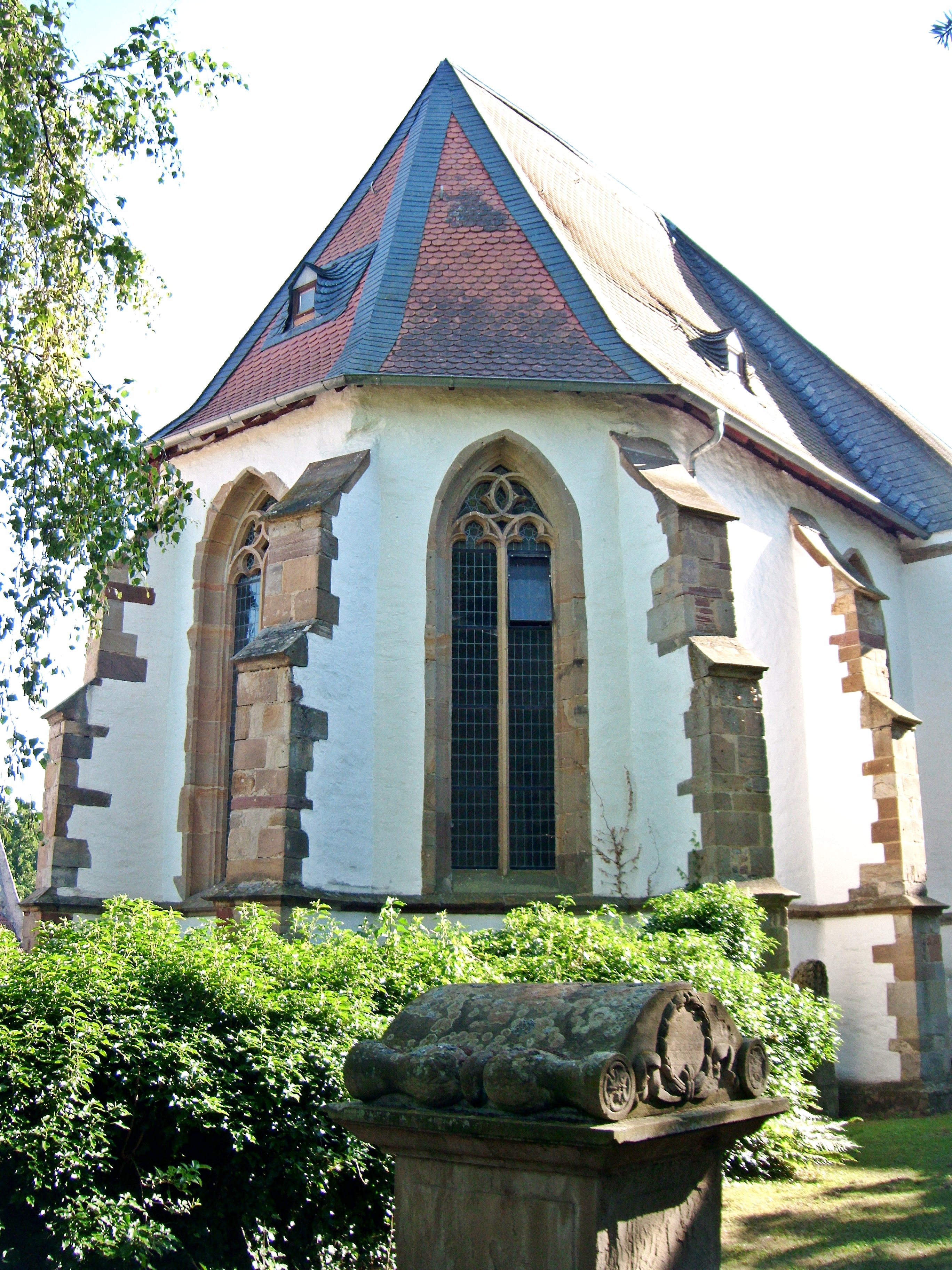
Chor der Kirche, von Nordosten
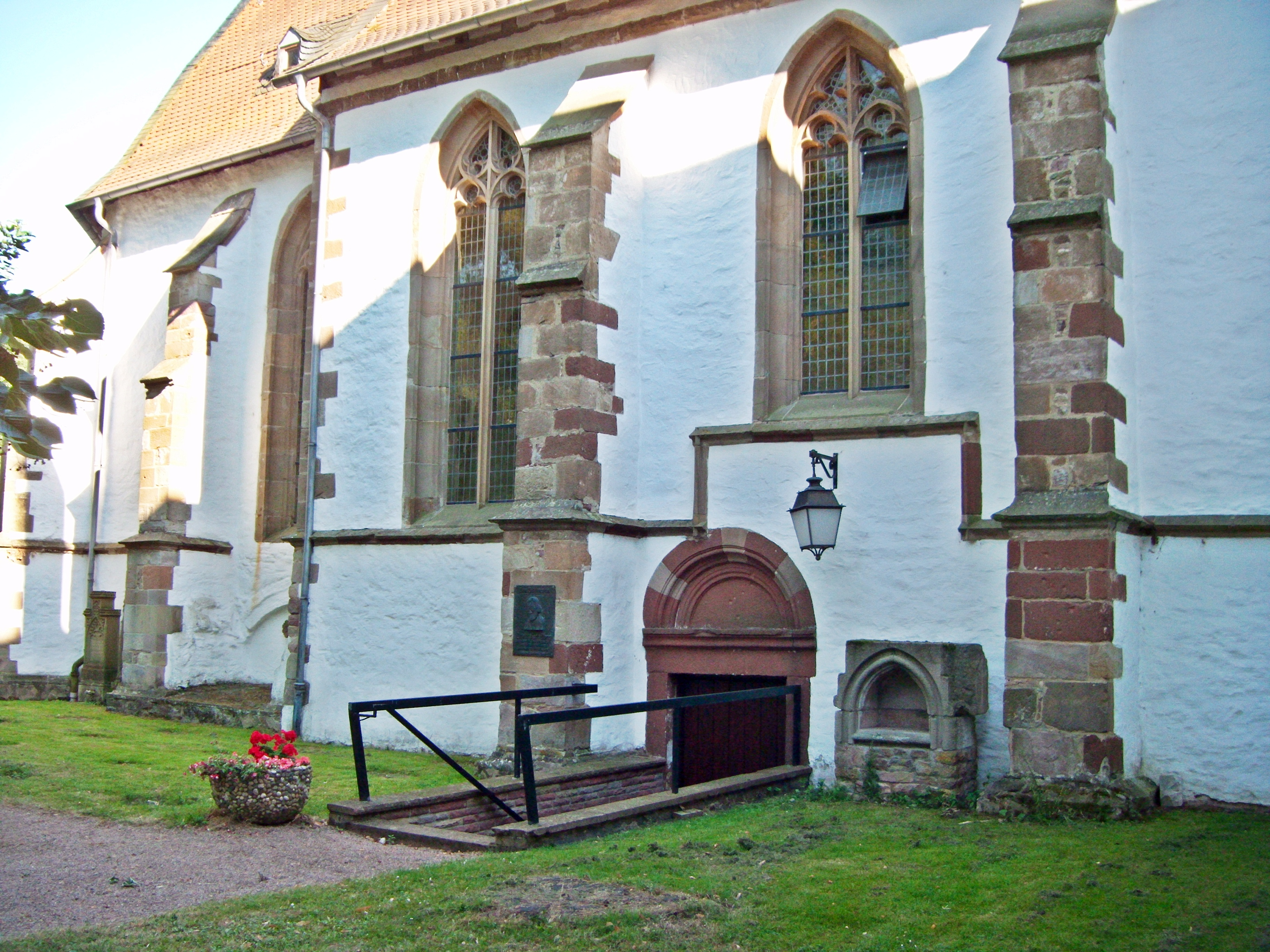
Kirche, Nordseite, mit romanischem Nordeingang
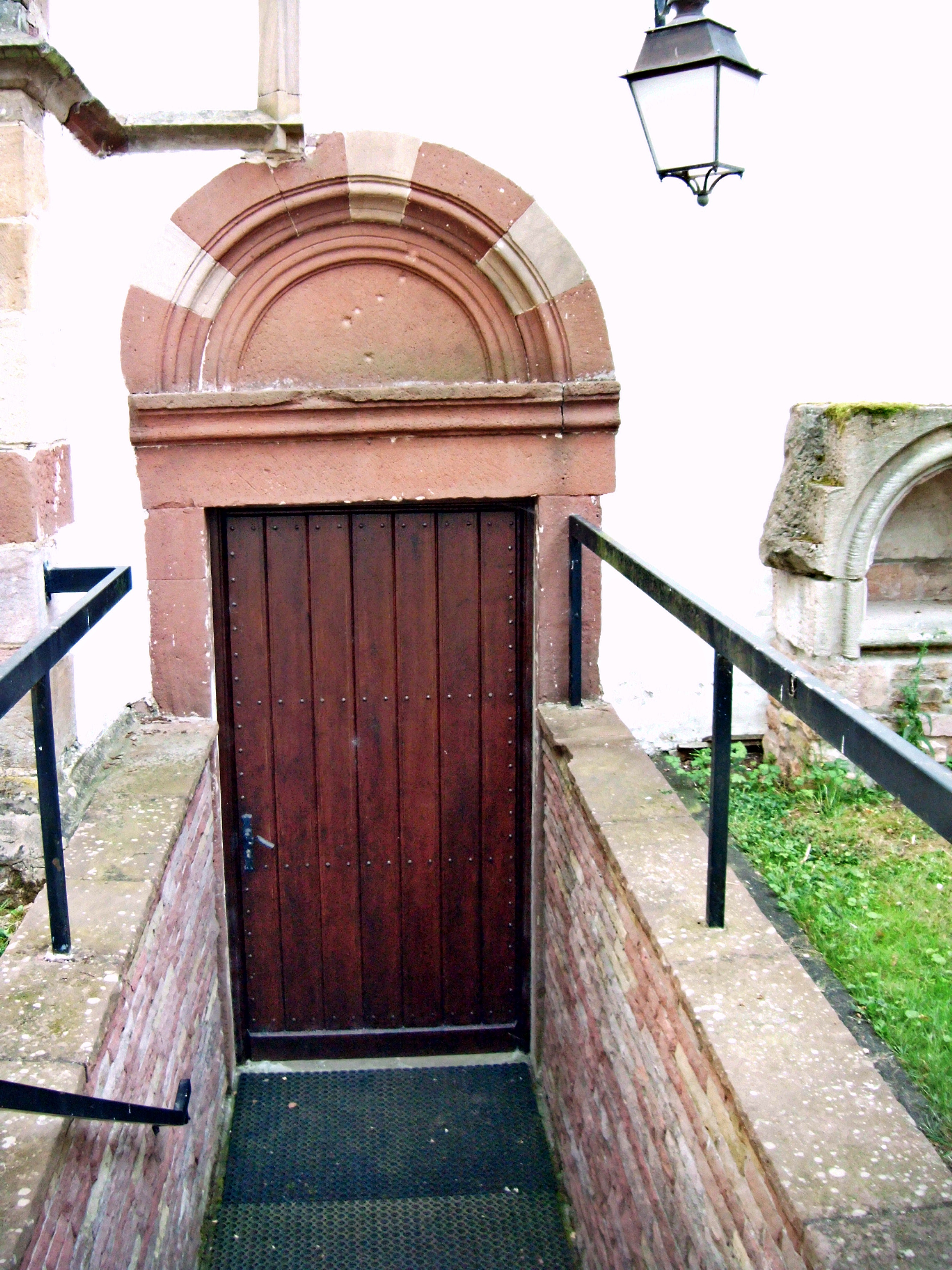
Kirche, romanischer Nordeingang
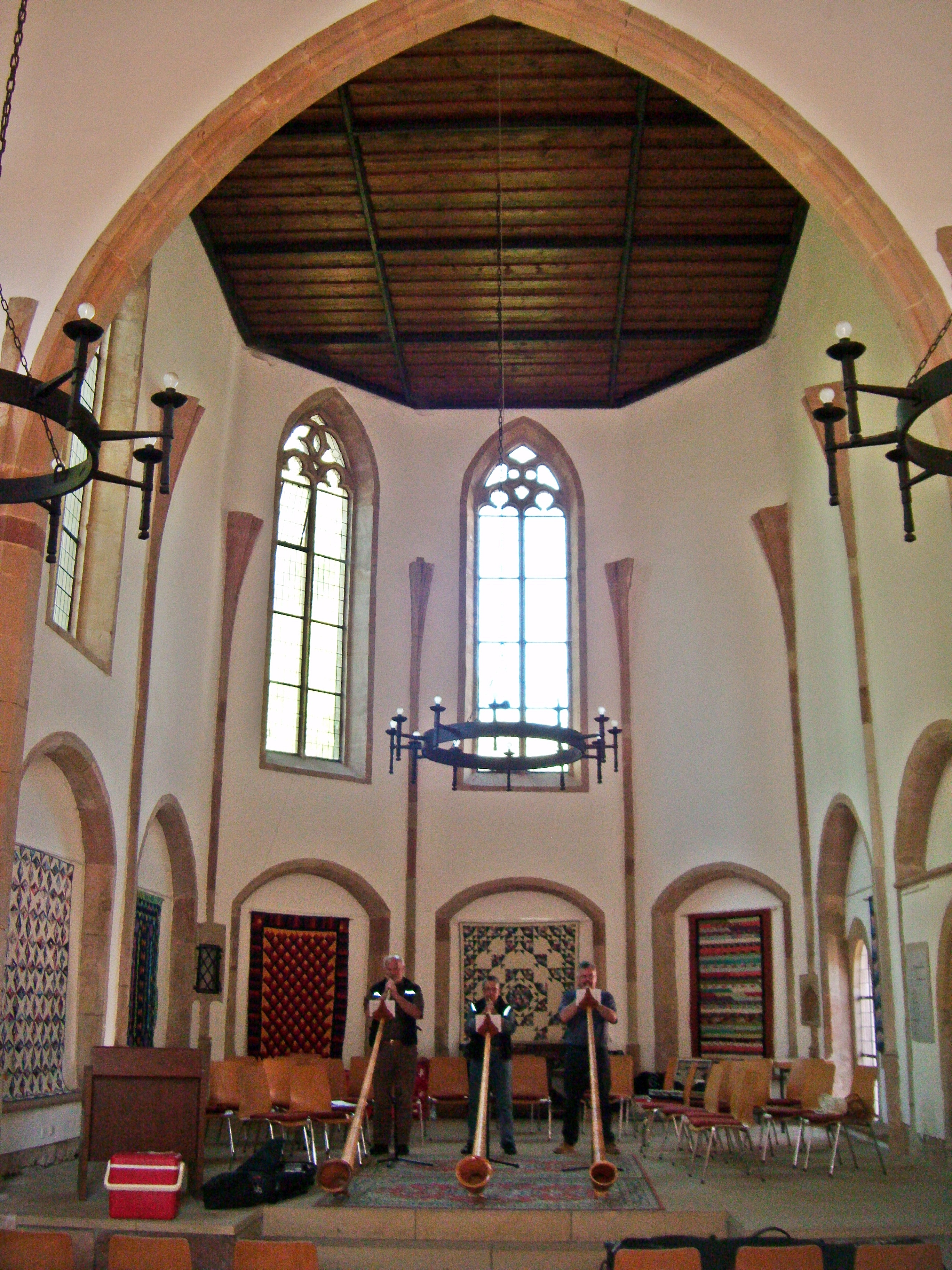
Chor der Kirche, Innenaufnahme
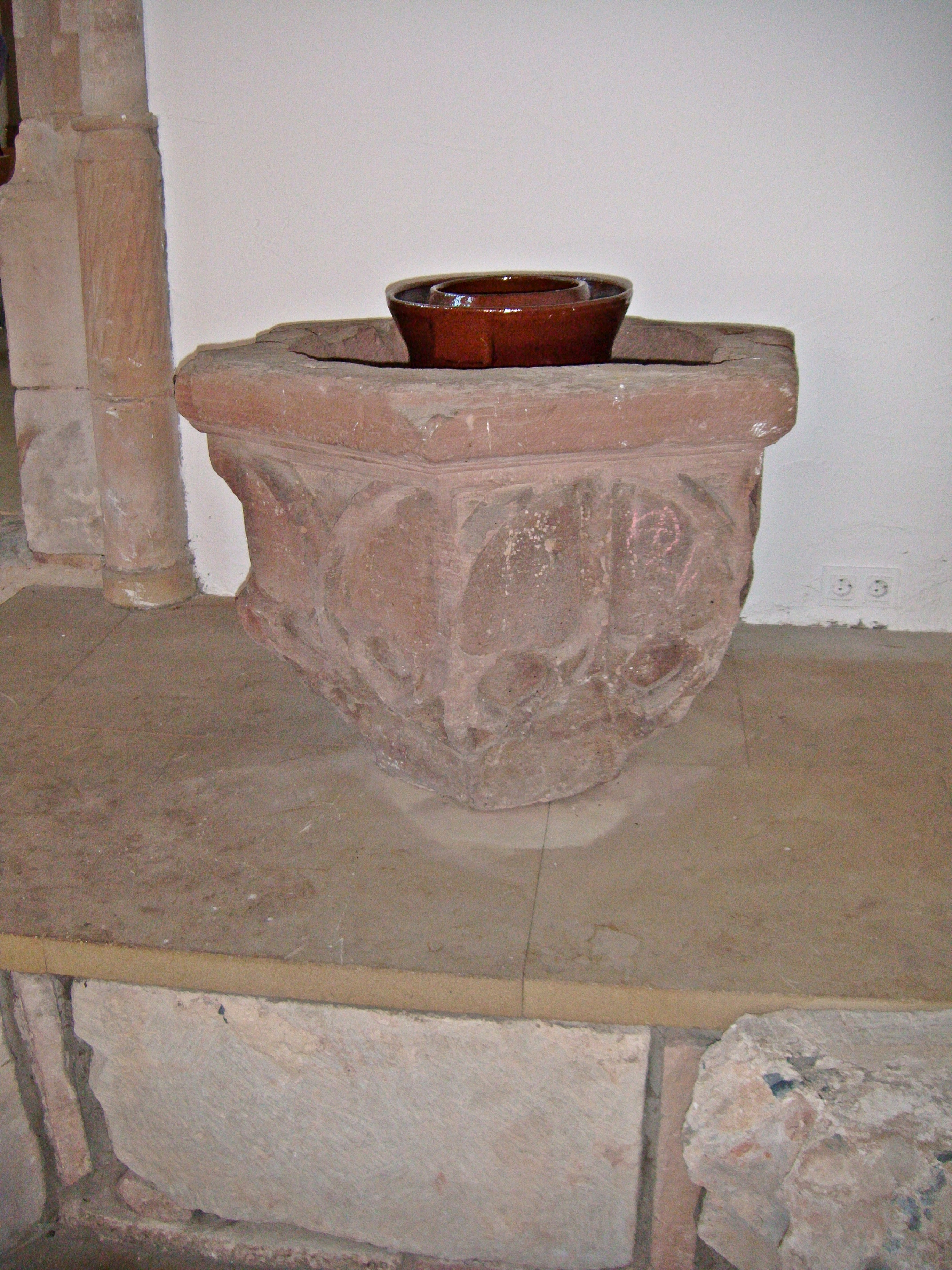
Taufsteinrest in der Kirche
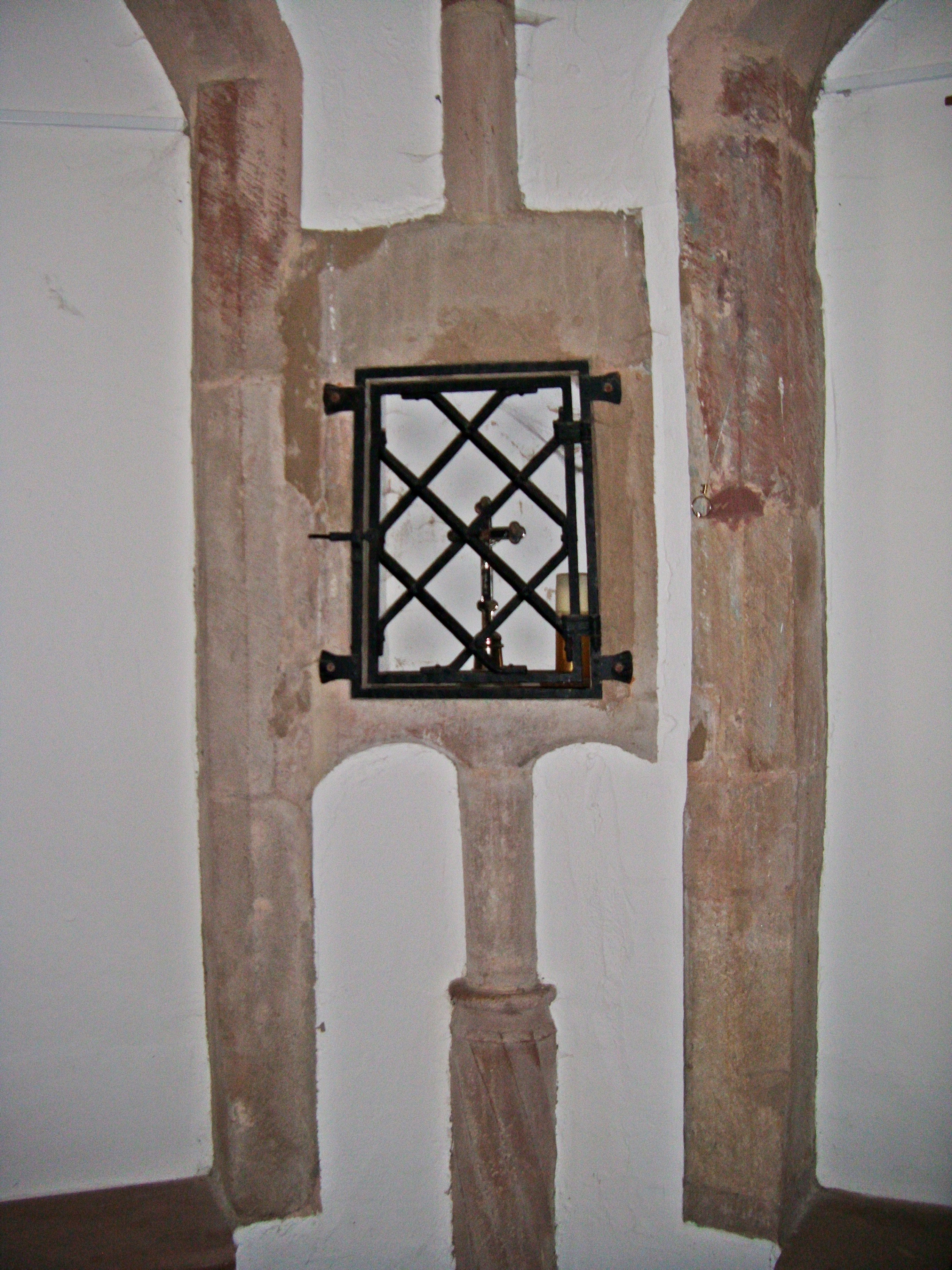
Sakramentshaus im Chor der Kirche
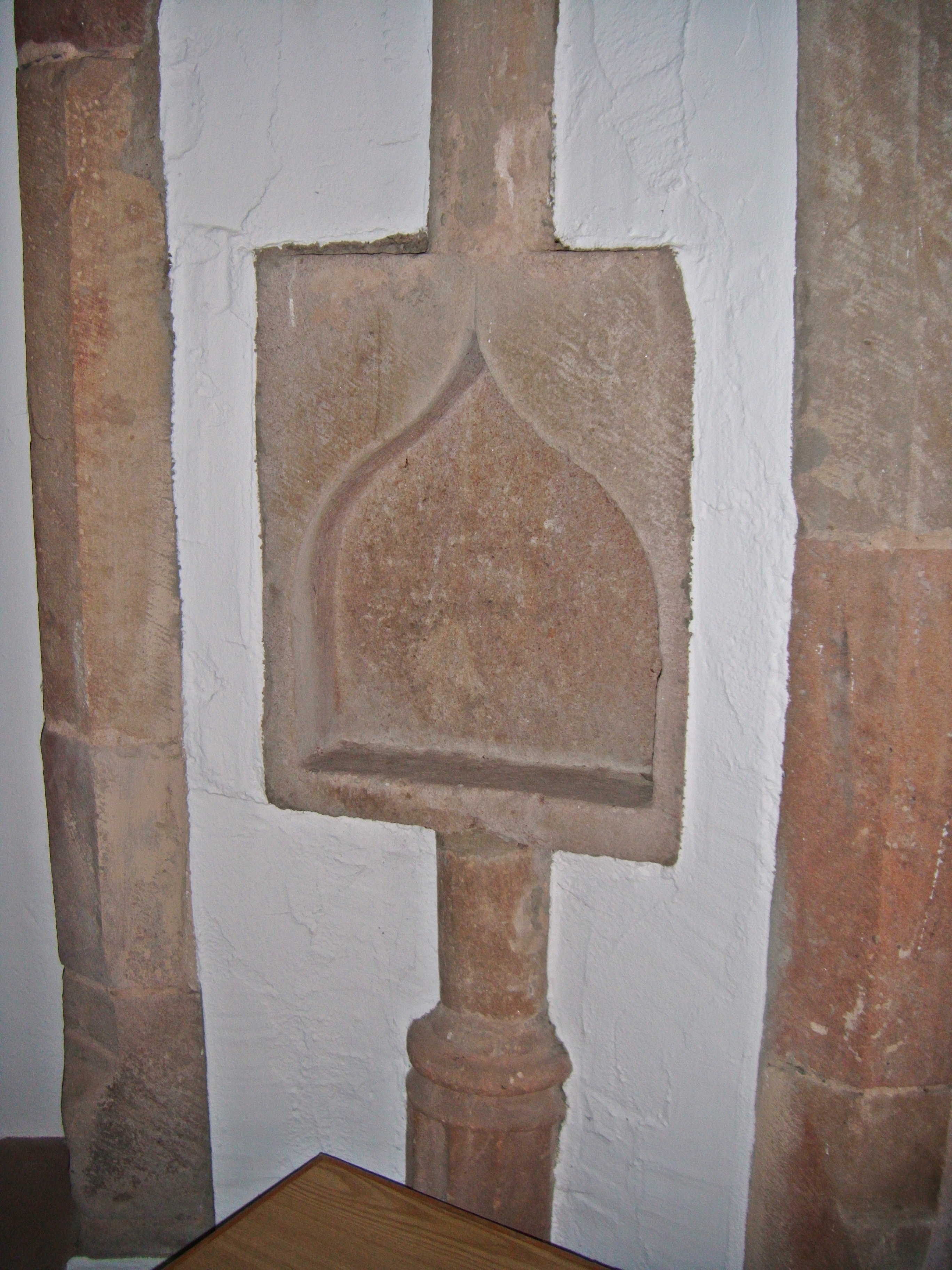
Lavabonische im Chor der Kirche
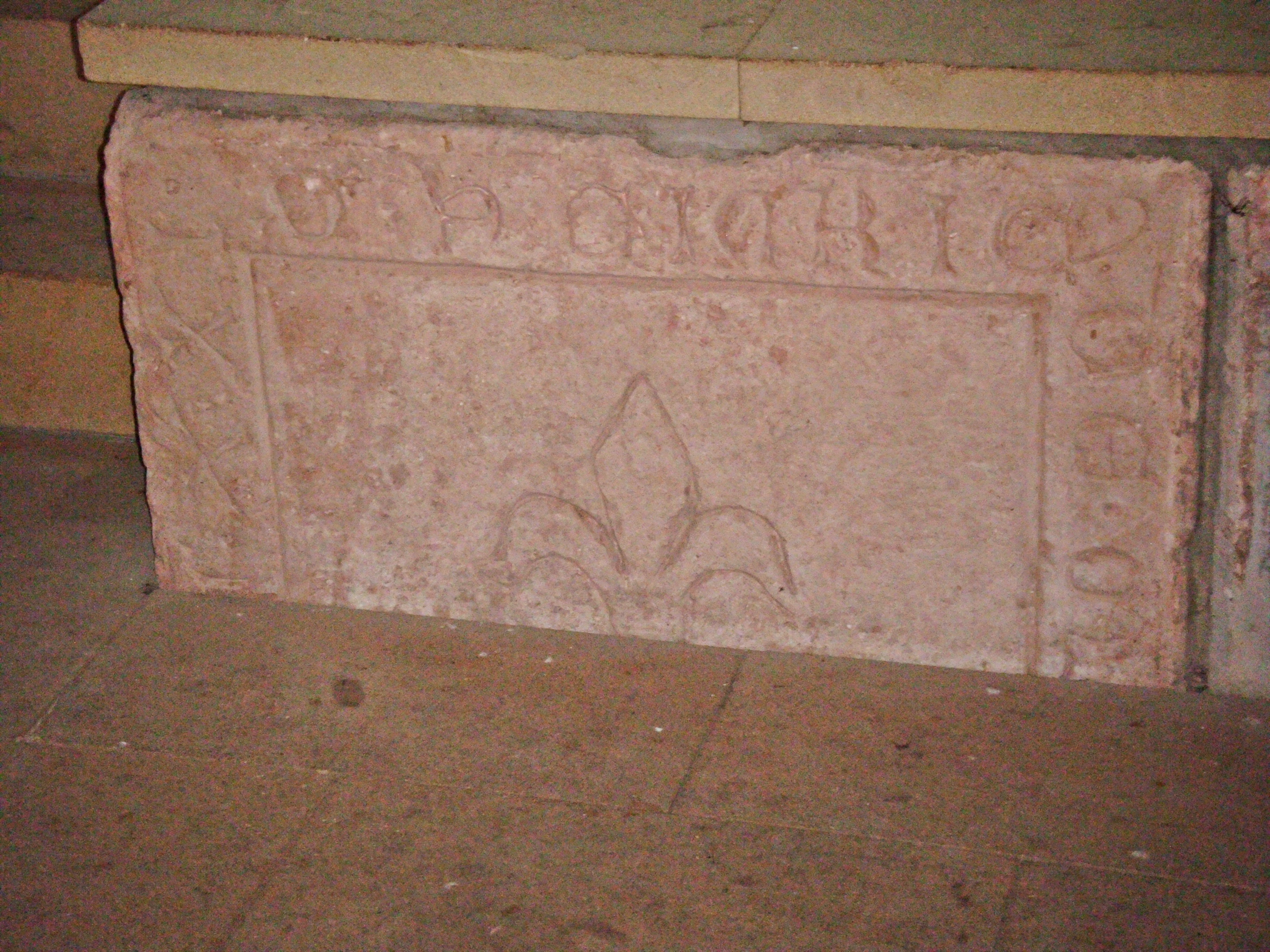
Grabplattenrest in der Kirche
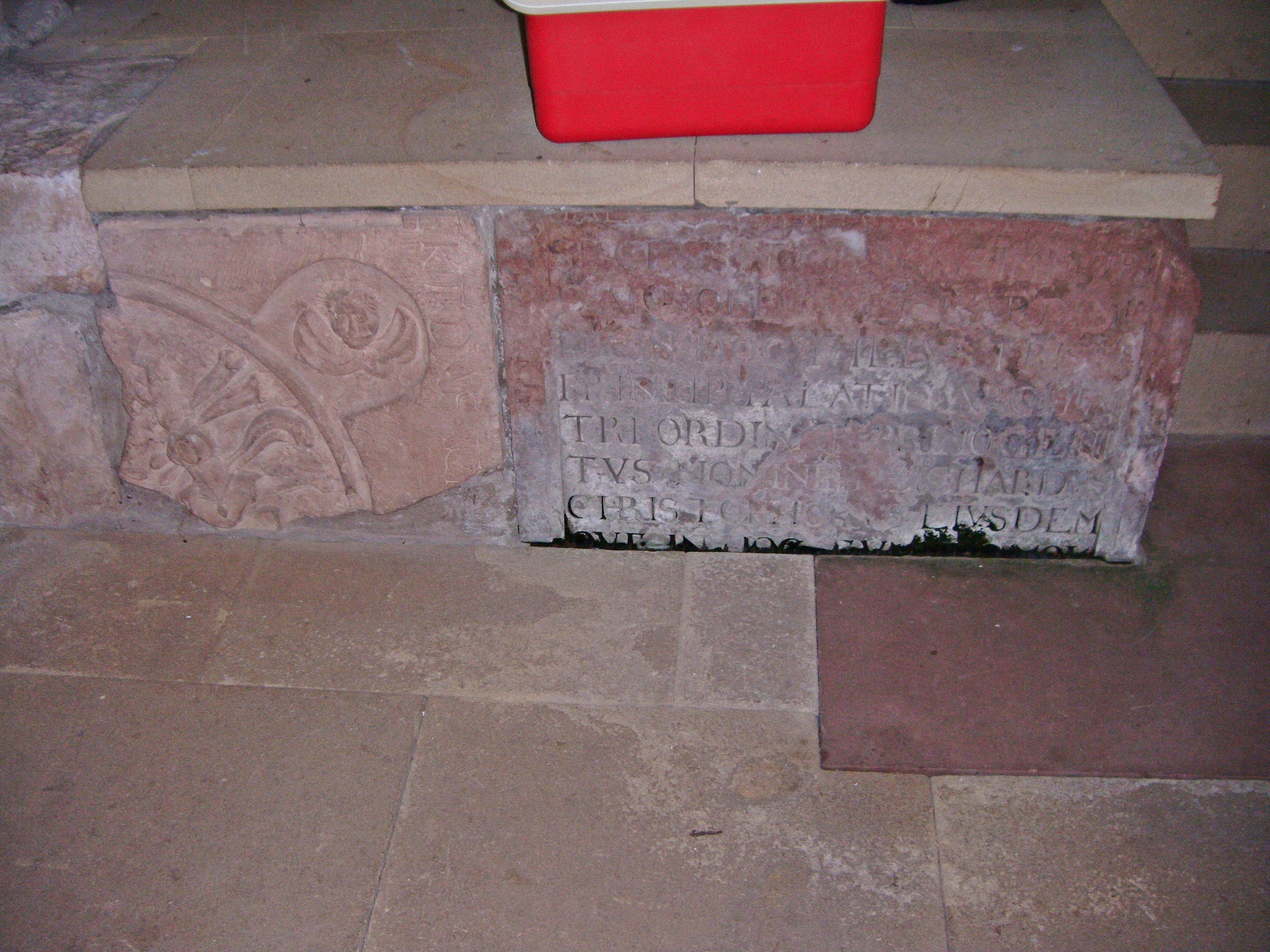
Spolien am Choraufgang in der Kirche. Rechts im Bild das Fragment des Grabsteins für Reichard Christoph Weickard, Sohn des Arnold Weickard, der als Leibarzt der Herzoginwitwe Anna Margaretha von Pfalz-Simmern-Sponheim (+ 1621) auf der Burg Neu-Bolanden wirkte.